# Marian Des Loges
Marian Franciszek Antoni Des Loges (ur. 12 września 1898 we Lwowie, zm. 3 czerwca 1957 w Gdańsku) – polski bibliotekarz, organizator nowoczesnego bibliotekarstwa polskiego w latach 1920-1957, związany z bibliotekami naukowymi Lwowa i Gdańska.

## Życiorys

### Młodość i lata edukacji
Dzieciństwo Marian Des Loges spędził w Dobromilu, gdzie ukończył szkołę podstawową. Edukację gimnazjalną kontynuował w C. K. Gimnazjum Arcyksiężniczki Elżbiety w Samborze, gdzie w roku 1916 uzyskał świadectwo dojrzałości. Jesienią tego samego roku podjął studia na Wydziale Filozoficznym Uniwersytetu Jagiellońskiego w Krakowie. W latach 1917–1922 Des Loges kontynuował studia na Uniwersytecie Jana Kazimierza we Lwowie, studiując na Wydziale Filozoficznym filologię polską wraz z historią sztuki i filozofią. 24 stycznia 1925 r. uzyskał na lwowskim uniwersytecie stopień doktora filozofii na podstawie rozprawy „Symbol w poezji”. Edukację uzupełnił w 1930 r. o stopień magistra filologii polskiej, zaś w 1933 r. uzyskał dyplom nauczyciela szkół średnich.

### Praca zawodowa

#### Okres przedwojenny
Jeszcze w czasie studiów, od 10 lutego 1920 r. Des Loges podjął pracę jako praktykant biblioteczny w Bibliotece Uniwersytetu Jana Kazimierza we Lwowie. Stopniowo awansował w jej strukturach, specjalizując się w katalogach rzeczowych. W 1925 r., po uzyskaniu dyplomu doktora filozofii, awansował na stanowisko asystenta i powierzono mu opiekę nad czytelnią ogólną i jej księgozbiorem. Jednocześnie w latach 1925-1930 pracował jako kierownik Biblioteki Poturzyckiej Ordynacji hr. Dzieduszyckich we Lwowie. Profesjonalizując się w zakresie wykonywanego zawodu, Des Loges odbywał podróże do bibliotek zagranicznych (Niemiec, Francji, Włoch). Pracę bibliotekarską łączył także przez pewien czas z dodatkową pracą nauczyciela języka polskiego i literatury w prywatnych gimnazjach żeńskich Lwowa i Warszawy.
Od lipca 1930 r. na okres dwóch lat miejscem pracy Des Logesa stała się stolica, gdzie zatrudniony został na stanowisku kierownika Działu Książki w Bibliotece Uniwersyteckiej pełniąc również obowiązki zastępcy dyrektora, którym w tym czasie był Stefan Henryk Rygiel.
Powróciwszy do Lwowa, ponownie podjął pracę w Bibliotece Uniwersytetu. Po wybuchu wojny poświęcił się ratowaniu księgozbiorów naukowych przed zniszczeniami wojennymi. Zwolniony 1 marca 1940 r., powrócił do pracy w okresie zarządu okupacyjnej władzy niemieckiej, potem władzy radzieckiej, gdy Biblioteka Uniwersytetu zmieniła nazwę na Fundamentalną Bibliotekę Uniwersytetu im. Iwana Franki. 1 czerwca 1945 r. Des Loges jako repatriant na zawsze wyjechał ze Lwowa.

#### Okres powojenny
Wyjechawszy ze Lwowa po wojnie, Marian Des Loges osiedlił się na stałe w Gdańsku. Podjął zatrudnienie w Bibliotece Miejskiej (od 1953 r. Biblioteka PAN) na stanowisku zastępcy dyrektora. Od grudnia 1945 r. został jednocześnie mianowany kustoszem Biblioteki Narodowej w Warszawie. Z Biblioteką Miejską w Gdańsku związany był do 1 czerwca 1950 r., kiedy to objął stanowisko kierownika, później zaś dyrektora Biblioteki Głównej Politechniki Gdańskiej. Na nowym stanowisku wykazał się sprawnością organizacyjną podnosząc Bibliotekę z wojennych zniszczeń, organizując nowe zaplecze dla działań dydaktycznych i naukowych dla polskiej uczelni technicznej. W latach 1946–1951 pracował równocześnie jako wykładowca estetyki na Wydziale Architektury i Sztuki Politechniki Gdańskiej. Przez cztery lata (1948-1952) wykładał literaturę polską i estetykę w Wyższej Szkole Pedagogicznej w Gdańsku.

## Życie prywatne
Przodkowie Mariana Des Loges wywodzili się z Francji. Jego pradziadek, Arnold Des Loges, dał początek polskiej linii rodziny. Ojciec Mariana Des Loges, Sylwester Des Loges, był urzędnikiem ksiąg gruntowych, zaś matka, z domu Lang, przed zamążpójściem pracowała jako prywatna nauczycielka muzyki. Dzięki matce Marian Des Loges dość sprawnie opanował umiejętność gry na fortepianie.
W roku 1950 Marian Des Loges poślubił Janinę Rappé, pracowniczkę Biblioteki Gdańskiej Polskiej Akademii Nauk.
Marian Des Loges zmarł w Gdańsku w nocy z 2 na 3 czerwca 1957 r. i pochowany został na Cmentarzu Srebrzysko (rejon IX, kwatera profesorów, rząd 2).

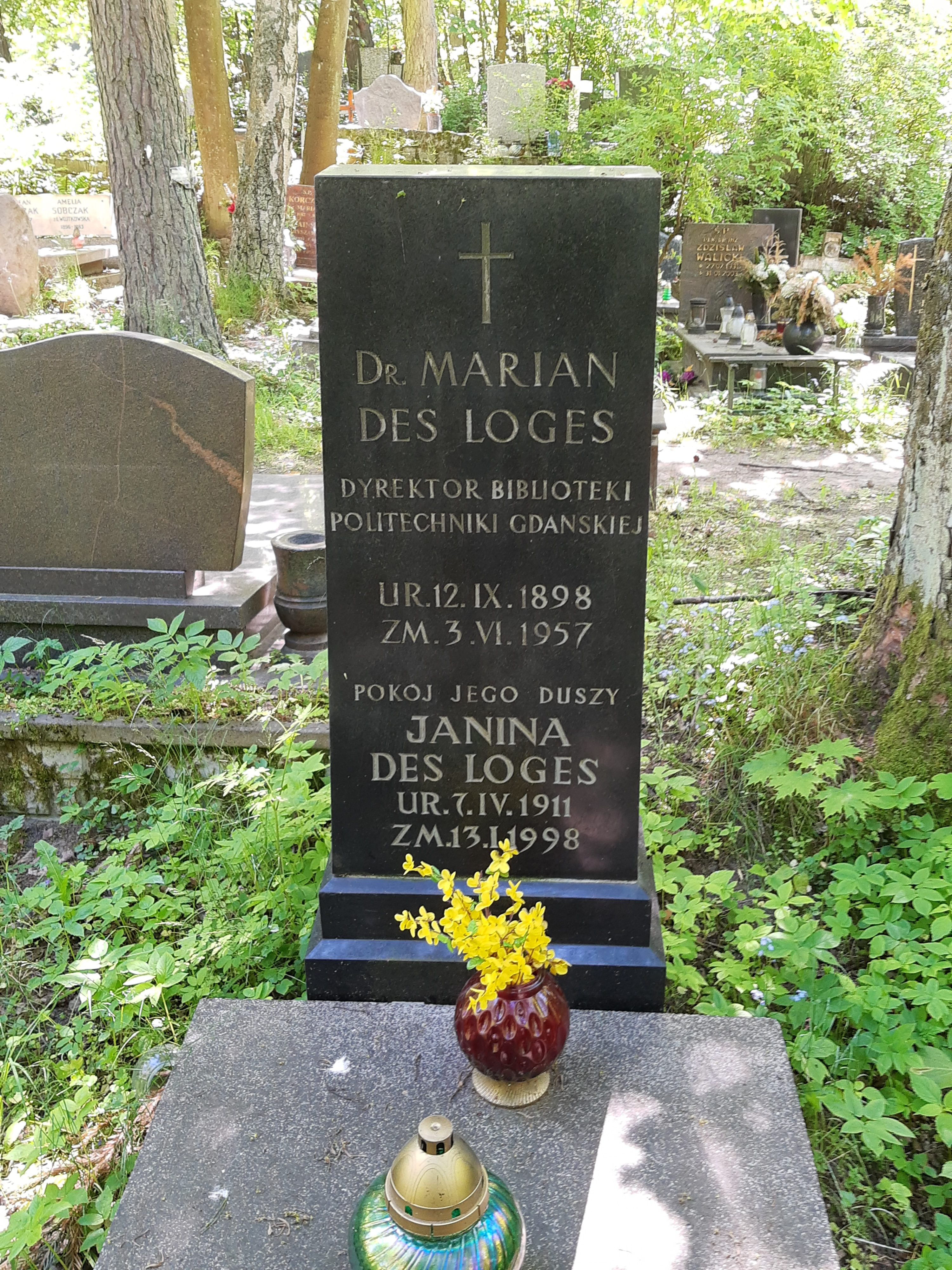
Grób Mariana Des Logesa na cmentarzu Srebrzysko